# Desmatosuchinae
Desmatosuchinae – podrodzina archozaurów z rodziny Stagonolepididae. Heckert i Lucas (2000) zdefiniowali Desmatosuchinae jako wszystkie aetozaury bliżej spokrewnione z Desmatosuchus niż z ostatnim wspólnym przodkiem Desmatosuchus i Stagonolepis. Parker (2003) uznaje poprawność tej definicji i zalicza do Desmatosuchinae klad (Neoaetosauroides + Longosuchus + (Lucasuchus + Desmatosuchus)). Lucasuchus został uznany za ważny takson, a Aceanasuchus za chimerę składającą się z kości młodych aetozaurów należących do kilku rodzajów, głównie Stagonolepis i Desmatosuchus. W późniejszych pracach Parker uznawał jednak Aceanasuchus za ważny takson. Sereno (2005) przedstawił definicję bardzo zbliżoną do tej Heckerta i Lucasa, jednak zamiast rodzajów wykorzystał w niej gatunki – Desmatosuchus haplocerus (obecnie D. spurensis) i Stagonolepis robertsoni.